# Hastula nana
Hastula nana é uma espécie de gastrópode do gênero Hastula, pertencente a família Terebridae.